# 生長の家本流運動
生長の家本流運動（せいちょうのいえほんりゅううんどう）は、宗教法人生長の家の現総裁である谷口雅宣の主張や今の教団の方針を否定し、創始者である谷口雅春の思想の原点に返ることを主張する運動の総称。宗教法人生長の家とは対立的である。

## 概要
生長の家の現総裁である谷口雅宣の方針を否定し、保守・右派色の強い教義を展開している。
雅春の主張は、特に大東亜戦争の評価については変遷しており、また、雅春自身は大日本帝国憲法の復原・改正を主張していたが、本流運動の参加者の多くは大東亜戦争には肯定的である（大東亜戦争肯定論を採る）一方で、谷口雅春先生を学ぶ会の機関誌編集長である百地章を始め大日本帝国憲法復原・改正については否定的な者が多く日本会議・安倍晋三による日本国憲法改正路線を積極的に支持している（ただし本流運動の中でもときみつる会は雅春以来の帝国憲法復原改正を踏襲し、日本国憲法改正に反対している）。第2代総裁谷口清超に対する評価は様々であり、雅宣を事実上の次期総裁である副総裁に任命したことを批判する者も存在する。

## 歴史

### 前史

#### 「飛田給派」の成立
雅春は戦前においては「皇軍必勝」を訴えたり、反共・反ユダヤ主義的な面を強調していた。一方で、文部省による宗教政策に否定的な見解を示したり、「準国歌」的扱いを受けていた海ゆかばへの反対運動を行うなどしたため、特別高等警察との間でトラブルになることもあり内務省の監視対象下に置かれていた。
戦後になると雅春は反ユダヤ主義的な内容を含む教義の一部を撤回し、さらには「天皇中心の社会主義運動」を提唱した。被占領期間中は第二次世界大戦の悲劇を繰り返さないために政治活動を行うことを表明したが、一方で国民主権論を否定もしていた。このような状況において、東京都調布市飛田給にある「生長の家飛田給練成道場」において「愛国」をテーマとする青年向けの練成会が開催されることとなり、生長の家学生会全国総連合（生学連）や生長の家高校生連盟（生高連）が結成された。戦後の学生運動の中では雅春の主張の愛国的な部分が強調されるようになった。
生長の家の政治運動には初期から路線対立が存在していた。最初に対立が表面化したのが生学連で、日本学生同盟との関係を巡って早稲田大学の鈴木邦男と長崎大学の安東巌が激しく対立、鈴木は生長の家を追われることとなった。安東らのグループの中には日本青年協議会を結成した長崎大学の椛島有三らが、積極的に政治活動を行った。安東は後に生長の家青年会副会長となり、彼らのグループは「生長の家青年局」と飛田給練成道場を拠点にしたため「飛田給派」と呼ばれた。一方で、教団内部には昔からの本部職員や婦人組織である白鳩会を中心にした信仰重視の「本部派」や、出版部門である日本教文社や生長の家総本山を拠点とした「教文社派」と呼ばれる派閥も形成されていた。
日本会議の源流となる椛島・安東の二人がいずれも、（核攻撃を体験し戦争絶対反対のはずの）長崎大学の学生であったというのは非常に興味深い事実であると青木理は述べている。

#### 路線対立と敗北
青年会を中心に勢力を拡大していた「飛田給派」は、1982年には政治活動に消極的な姿勢を見せた本部派の和田一夫教団理事長を辞任に追い込むなどの勢いを見せていた。その次に理事長に就任した徳久克己は飛田給道場を長く担当していたこともあり飛田給派の人間であると見られていたが、翌1983年に生長の家理事会は突如として生長の家政治連合の活動停止を表明、さらに1985年には教団が日本を守る国民会議（今の日本会議の前身の一つで財界人・文化人・学者主体）からも脱退し、飛田給派の拠点であった「生長の家青年局」も解体された。これを受けて飛田給派の中には伊藤哲夫のように教団幹部でありながら職を辞して自営シンクタンク「日本政策研究センター」を作るなど、教団と距離を置くものが出始めた。

### 教団との決裂
1990年、生長の家副総裁に谷口雅宣が就任し、地球環境問題や生命倫理問題を重視した運動が行われるようになると、飛田給派を中心に従来型の運動を求める声が高まるようになる。1998年には生長の家社会事業団（社会事業団）が教団とは独自路線を採用するようになり、2002年には「反教団」を明確に掲げる「ときみつる会」が結成されて「本流運動」の流れが始まった。
教団と飛田給派との対立は、教団系の教育団体である新教育者連盟（新教連）において激しい対立を生んだ。日本教職員組合と激しく対立していた新教連には歴史的に保守・右派色が強く、教団の路線変更を「左傾化」として非難する意見もあった一方で、従来通りの教団との関係を重視すべきだとの意見も根強かった。しかし、2002年に新教連理事会において教団による支配を弱める内容での規約改正が強行された。これを受けて教団と新教連の対立は決定的となり、新教連の支部長の中で全体の8割以上を占める教団側の支部長が抗議して辞任するという結果となった。

### 教団への裁判闘争
本流運動系の諸団体の中で、もっとも強硬に教団を非難する団体として谷口雅春先生を学ぶ会（学ぶ会）とその出版部門光明思想社（教団側の「日本教文社」に相当する社）が結成されると、両者の対立は激化した。学ぶ会の運動の特徴の一つは、インターネット上で教団や雅宣を非難する文章や戦前期・戦後の政治活動期の雅春の思想を拡散したことであり、こうした活動が日本の右傾化（ネット右翼の出現等）の一因になったとの指摘もある。
また、生長の家の代表的な聖典である『生命の実相』の著作権を管理していた社会事業団は、『生命の實相 〈革表紙版〉』の復刻版の印税の支払いがないとして教団と日本教文社相手に訴訟を行うと同時に、日本教文社に対して生命の実相をはじめとする社会事業団が著作権を管理するすべての聖典の出版契約の更新を拒絶した。教団側は社会事業団側から過去27年間にわたって著作権料の請求がなかったこと等を根拠に「生長の家の文書伝道を阻害することを目的に、本件訴訟を巡る紛争を引き起こしたもの」と判断して全面的に争う姿勢を示し、教団と教文社側も対抗して訴訟を行ったが、いずれも教団・日本教文社の敗訴（本流運動側の勝訴）となった。
また、社会事業団は教団に対して教団が信徒に配布している「肌守り」や永代供養に使用する「霊牌」の著作権を主張し、その使用停止を求めた。2015年に第一審判決では社会事業団側の主張が全面的に認められたが、2016年の控訴審では教団側の逆転勝訴となり社会事業団は敗訴した。社会事業団は上告した。
さらに、2020年に教団が「神示」を収録した書籍の出版を予告したところ、社会事業団及び光明思想社は出版差し止めを求め訴訟を提起、2023年の第一審判決において社会事業団及び光明思想社の訴えは棄却（教団側の勝訴）された。生長の家全面勝訴の判決（令和5年5月29日）生長の家本部
社会事業団、光明思想社、谷口雅春先生を学ぶ会は控訴したが、2024年2月7日に棄却された。
このように、本流運動による教団側への裁判闘争は現在も続き、教団と本流運動は全面的な対立関係にある。

### 元講師・元会員に対するスラップ訴訟
『生命の實相』の著者である谷口雅春が逝去したあとに、「生長の家社会事業団」と「光明思想社」が『生命の實相』（愛蔵版）の一部を編集して新編『生命の實相』として刊行した。それに対して一部の者から、その編集が著作権法第６０条の規定する「著作者が存しなくなった後における人格的利益の保護」を侵害するものであるとの批判が出された。
この批判は、具体的には、
（１）谷口雅春は『生命の實相』の最初の巻に必ず「総説篇」、その次に「實相篇」を収録していた。順番でいうと、必ず、「最初の巻に総説篇＋実相篇」であった。谷口雅春がこの順番を変えることはなかった。これは谷口雅春の意思であった。
（２）それなのに『新編　生命の實相』は最初の第一巻に「総説篇」と「光明篇」を収録して、「實相篇」を第二巻から第四巻に収めている。だから『新編　生命の實相』の編集は谷口雅春の意思に反する編集である。　　　　　　　　　　　　　　　
（３）ところで、著作権法第６０条は「著作者の死後における人格的利益」として、作者の死後に著作物を勝手に変更することを禁じている。だから、新編『生命の實相』の編集は「著作者人格権」の侵害に該当する…
という批判であった。
しかし以上の批判の声は二つの誤解に起因する声であった。一つ目の誤解は、『生命の實相』の出版史に関する誤解。二つ目の誤解は、著作権法第６０条に関する誤解である。まず『生命の實相』の出版史に関する誤解は次の通りである。
昭和十三年から昭和十五年にかけて谷口雅春が編集出版した『生命の實相』携帯版叢書（別名、「袖珍清楚装」）は、「総説篇」のつぎに「眞行篇」「經典篇」が続き、その次に「實相篇」が続いていた［1］。しかも、この「総説篇」が収録されている一冊のまえには「幸福生活への眞理」（内容は「幸福生活篇」）、さらに「光明の生活法」（内容は「生活篇」）など多くの「篇」があった［2］。よって、『生命の實相』携帯版叢書は「最初の巻に総説篇＋実相篇」の編成ではなかった。
また、昭和十八年から同二十年にかけて出版された『生命の實相』滿洲版では、最初の巻に収められているはずの「総説篇」は最後の巻、「乾の巻」のなかに入れて出版されることになっていた［3］。このように谷口雅春自身が「最初の巻に総説篇＋實相篇」という編成にとらわれず、自由かつ主体的に編集していたのである。また谷口雅春が、「『最初の巻に総説篇＋實相篇』という編成を変更してはならない」と厳命した記録は存在しない。さらに谷口雅春が、「實相篇の内容を少しも変更してはならない」と命令した記録もまったく存在しない。それどころか谷口雅春は、「實相篇」が全部で17章ある『生命の實相』と、全部で13章ある『生命の實相』との双方を同時に刊行していた［4］。新編『生命の實相』の編集を批判する声は、以上の事実や意味に気づかずに出た声であった。
次に、著作権法第６０条に関する誤解である。著作権法第６０条は「著作者の死後における人格的利益」として、作者の死後に著作物を勝手に変更することを禁じている。しかし第６０条には「ただし書き」が付いている。それは簡単にいうと、「ただし、亡くなった著作者の意を害しないと認められる変更は禁止しない。」である[5]。新編『生命の實相』の編集は、この「ただし書き」に該当する［6］。よって、「新編『生命の實相』の編集は谷口雅春の意思に反する」という批判は、著作権法に関する誤解に起因する声でもあった。新編『生命の實相』に対する批判の声は、「二つの誤解に起因する批判の声」であった。
ところが、この「二つの誤解に起因する批判」を信じた一部の者が「生長の家社会事業団」と「光明思想社」を非難する声をあげた。なかには、自分の発行紙のなかで、「生長の家社会事業団」が『生命の實相』の著作権の所有者であることを否定する言葉を明示する者もあった。しかし「生長の家社会事業団」が『生命の實相』の著作権の所有者であることは、すでに最高裁判断によって法的に確定した事実であった［7］。
それまですでに『生命の實相』の著作権に関して「生長の家教団」と熾烈な争いを行っていて、今も「生長の家教団」に不信感を持ち、「生長の家教団」の動向に敏感な「生長の家社会事業団」が、このような自己の所有権否定の言論明示を放置することは出来なかった。「生長の家社会事業団」は法的に正当な権利を守るためにその声の主である人物を特定し複数の民事訴訟を行うとともに刑事告訴（受理されず）を行った［8］。
すると、その提訴を非難する声が一部に出た。その声の中には、「生長の家社会事業団はスラップ訴訟を行い、今後も行おうとしている」という声もあった。しかしそれらの声のなかに、「ここまではスラップ訴訟ではないが、ここからはスラップ訴訟である」という境界ラインを明示した声はほとんどなかった。あたかも金を持っている人や組織が、それほど金を持っているわけでもない人や組織を提訴すれば全てがスラップ訴訟になるかのような論調が一部の者のあいだに広がった。しかしそのような声をあげた一部の者も被告の人物も、「二つの誤解に起因する批判の声」を信じこんでいたのにすぎなかったのである。

## 団体

### ときみつる會
2008年7月、谷口雅宣の義兄である宮澤潔（次女の夫）は、自身が代表であった生長の家オーストラリア法人を独立させ、翌8月に同法人の日本本部として高知県に『ときみつる會』を設立。通称「ときみつる会」。2019年に宗教法人格を取得した。
ときみつる會は、「生長の家社会事業団」が不可解な事業運営を続け本流運動の低迷させる一因をつくる中で、純粋に教義を護ろうとする人々の支持を集め急速に教勢を拡大している。

### 谷口雅春先生を学ぶ会
東京都中央区東日本橋に本部を置いている宗教法人。正式名称は「生長の家創始者谷口雅春先生を学ぶ会」。略称は「学ぶ会」。2002年に元日本教文社社長の中島省治によって「谷口雅春先生を学ぶ会」として結成された 。2020年3月に宗教法人格を取得した。34都道府県に支部があると主張している 。公式HPに「生長の家大神は住吉大神です」と明記するなど、万教帰一を強調している成長の家と比べ、神道祭祀・保守運動との提携の強い教義を宣伝している。